# Serge Aubin
Serge Aubin (Val-d'Or, 15 febbraio 1975) è un allenatore di hockey su ghiaccio ed ex hockeista su ghiaccio canadese.

## Palmarès

### Giocatore

#### Club
- Lega Nazionale B: 1

Biel: 2006-2007

#### Nazionale
- Coppa Spengler: 1

Team Canada: 2007

### Allenatore

#### Club
- Campionato austriaco: 1

Vienna Capitals: 2016-2017